# Philgamia
A Philgamia a Malpighiales rendjébe és a malpighicserjefélék (Malpighiaceae) családjába tartozó nemzetség.

## Rendszerezés
A nemzetségbe az alábbi 4 faj tartozik:
- Philgamia brachystemon Arènes
- Philgamia denticulata Arènes
- Philgamia glabrifolia Arènes
- Philgamia hibbertioides Baill.